# Pommerscher Kaviar
Der Pommersche Kaviar ist ein Gericht und Brotaufstrich der Pommerschen Küche, das aus Gänsefett oder Gänseschmalz hergestellt wird.
Pommerscher Kaviar wird traditionell aus dem Bauchfett der Hausgans hergestellt. Dieses wird mit Wurzelgemüse und Zwiebeln mariniert und anschließend nach der Entfernung der Fetthaut durch ein Sieb gedrückt. Modernere Rezepte verzichten auf die Marinierung. Das Fett wird mit geriebenen Zwiebeln, Salz, Majoran und Thymian gewürzt und gekühlt. Gereicht wird es als Brotaufstrich auf geröstetem Brot.

## Belege
1. 1 2  Barbara Otzen, Hans Otzen: DDR-Küche. Komet Verlag, Köln o. J., S. 62, ISBN 3-89836-350-3.
2. ↑  Pommerscher Kaviar (Memento des Originals vom 27. Dezember 2014 im Internet Archive)  Info: Der Archivlink wurde automatisch eingesetzt und noch nicht geprüft. Bitte prüfe Original- und Archivlink gemäß Anleitung und entferne dann diesen Hinweis. im Rezepte-Wiki.